# GNU Privacy Guard
GNU Privacy Guard, afgekort GnuPG of GPG, is een toepassing van de OpenPGP-standaard. Het is bedoeld om berichten digitaal te ondertekenen en te versleutelen.

## Werking
Men maakt een zogenaamd sleutelpaar (Eng.: keypair) aan. Een sleutelpaar bevat een geheime en een publieke sleutel. De geheime sleutel wordt versleuteld met een wachtwoord (passphrase). De publieke sleutel wordt verstuurd naar een sleutelserver (Eng. keyserver).
Een bericht kan worden versleuteld door de publieke sleutel van de sleutelserver te halen. Om het bericht te ontsleutelen is echter de geheime sleutel nodig, die zich alleen op de computer van de eigenaar bevindt.
Om een bericht digitaal te ondertekenen is de geheime sleutel nodig. Iedereen kan echter de publieke sleutel afhalen van de server en hiermee de ondertekening verifiëren.
Een belangrijk onderdeel hiervan is het vertrouwen. Digitale handtekeningen en versleutelde berichten hebben namelijk weinig waarde als het niet controleerbaar is of de eigenaar van de sleutels ook werkelijk is wie hij beweert te zijn.
Dit wordt opgelost door handtekeningen. Als men de identiteit van iemand gecontroleerd heeft, kan er een handtekening onder zijn sleutel worden gezet. Zo geeft men aan diegene te vertrouwen.
Als iemand genoeg mensen vertrouwt, die iemand anders vertrouwen, gaat hij die ook automatisch vertrouwen. Zo ontstaat er een web van vertrouwen.